# Tufão Neoguri (2008)
O tufão Neoguri (designação internacional: 0801; designação do JTWC: 02W; designação filipina: Ambo) foi um ciclone tropical atípico durante o mês de Abril de 2008 que atingiu o sul da China. Sendo o primeiro sistema tropical nomeado da temporada de tufões no Pacífico de 2008, Neoguri formou-se de uma área de baixa pressão em 13 de abril a leste da ilha filipina de Mindanao, e após cruzar a ilha, intensificou-se numa tempestade tropical sobre o Mar da China Meridional. As condições ambientais favoreceram a rápida intensificação do sistema, sendo que Neoguri se tornou um tufão em 16 de abril. Neoguri atingiu o pico de intensidade no dia seguinte, e, seguindo para o norte, fustigou as Ilhas Paracel e Hainan antes de se enfraquecer e atingir a China continental em 19 de abril.
Nas Filipinas e nas Ilhas Paracel, Neoguri deixou dezenas de pescadores desaparecidos. O tufão também causou três fatalidades, quando duas pessoas foram arrastadas por lama numa rodovia e a terceira sendo atingida por uma cobertura metálica, devido aos ventos fortes.

## História meteorológica

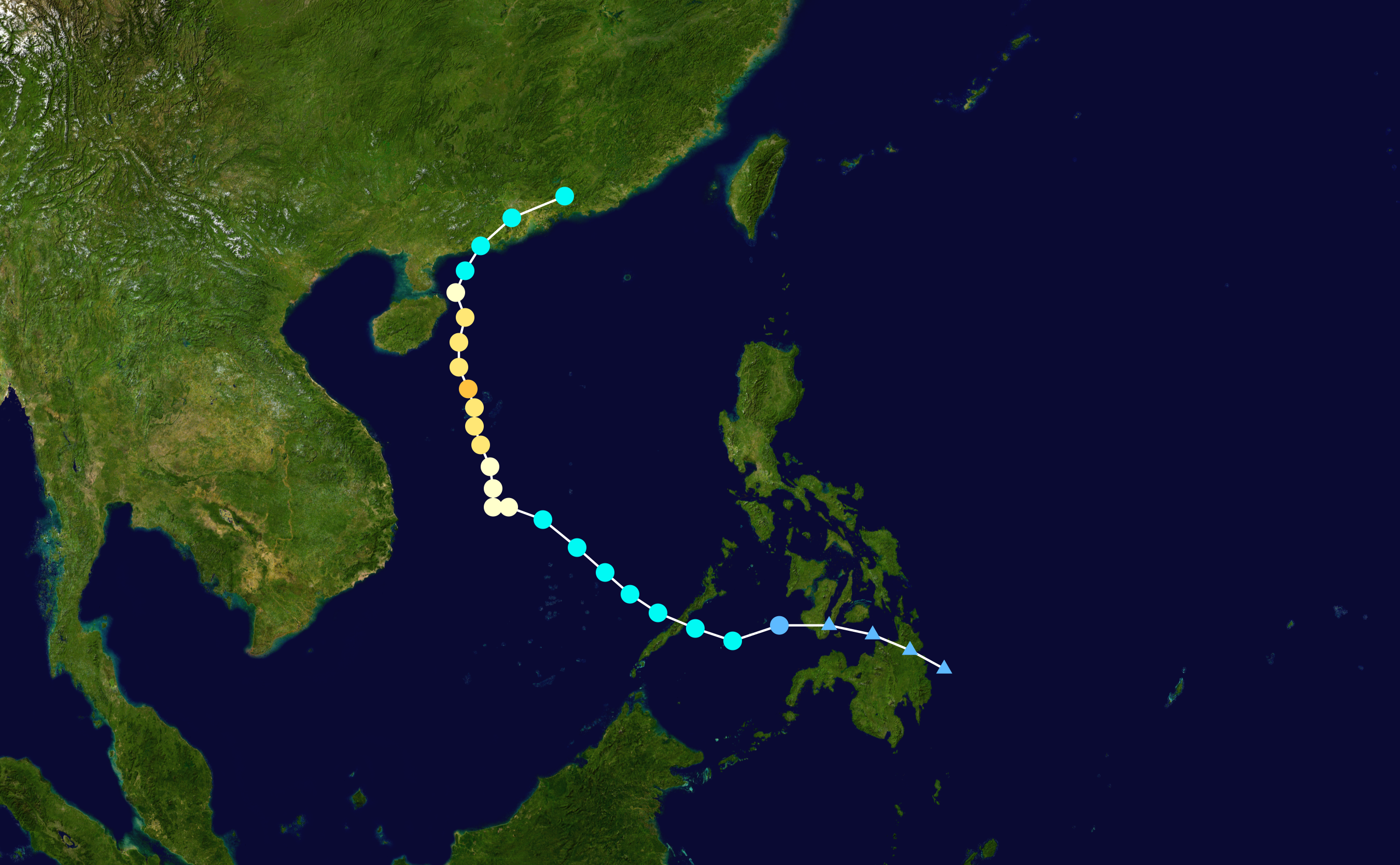
O caminho de Neoguri

Uma área de distúrbios meteorológicos formou-se a sudeste das Filipinas. Em 13 de abril, a Agência Meteorológica do Japão começou a monitorar o sistema, designando-o como uma depressão tropical. Depois, a Administração de Serviços Atmosféricos, Geofísicos e Astronômicos das Filipinas (PAGASA) considerou a formação de uma depressão tropical sobre a região central das Filipinas e lhe atribuiu o nome Ambo, enquanto que o Joint Typhoon Warning Center (JTWC), logo depois, emitiu um alerta de formação de ciclone tropical (AFCT) sobre o sistema em desenvolvimento. Segundo o JTWC, o sistema apresentou, naquele momento, suficientes áreas de convecção e o estabelecimento de um anticiclone poderiam ajudar o sistema a se intensificar assim que saísse dos terrenos montanhosos do arquipélago filipino. A previsão confirmou-se no começo da madrugada do dia seguinte, quando o JTWC começou a emitir avisos regulares sobre a nova depressão tropical. Ainda em 14 de abril, o JTWC classificou a depressão numa tempestade tropical. Em 15 de Abril, a AMJ classificou a depressão como uma tempestade e lhe atribuiu o nome de Neoguri, que em coreano, significa cão-guaxinim. Continuando a seguir para oeste-noroeste na periferia sudoeste de uma alta subtropical, Neoguri consolidou sua circulação ciclônica de baixos níveis, cujo centro localizava-se um pouco ao norte do que anteriormente tinha sido observado. No começo da madrugada de 15 de Abril, Neoguri começou a se fortalecer rapidamente e tornou-se uma tempestade tropical severa. Horas depois, o JTWC classificou o sistema num tufão enquanto que hora depois, a AMJ fez o mesmo. Em 17 de Abril sob boas condições, Neoguri atingiu o pico de intensidade, com ventos máximos sustentados em 1 minuto de 185 km/h, segundo o JTWC, ou ventos máximos sustentados em 10 minutos de 150 km/h, segundo a AMJ.
O tufão manteve esta intensidade por cerca de 6 horas, antes de encontrar condições desfavoráveis, como a interação com a ilha Hainan, na República Popular da China, e águas mais frias. Seguindo para norte sob influência de uma alta subtropical a seu leste, Neoguri continuou a se enfraquecer, principalmente devido à interação de sua circulação ciclônica com os terrenos montanhosos de Hainan. Com isso, a AMJ desclassificou o sistema numa tempestade tropical severa. Logo em seguida, o JTWC também desclassificou o sistema numa tempestade tropical. Horas depois, a AMJ desclassificou novamente Neoguri, agora para uma simples tempestade tropical. Logo em seguida, Neoguri fez landfall logo a oeste de Macau. Com isso, o JTWC emitiu seu último aviso sobre o sistema. A AMJ desclassificou Neoguri numa depressão tropical e também emitiu seu último aviso sobre o sistema horas depois.

## Preparativos

Imagem 3D TRMM de Neoguri em 17 de Abril

O Departamento Meteorológico da Tailândia (DMT) previu fortes chuvas para a porção nordeste da Tailândia com a aproximação de Neoguri do território tailandês. O primeiro ministro do Vietnã, Hoang Trung Hai, disse a todos os ministros, setores e localidades a monitorarem o progresso da tempestade, a terem cuidado, especialmente com as enchentes. As autoridades locais pediram aos pescadores que estiverem trabalhando nas Ilhas Paracel a retornarem para terra o mais rápido possível. Segundo o governo do Vietnã, naquele momento, havia 13.490 embarcações com 87.023 pescadores a bordo.
Em 16 de Abril, quando Neoguri tornou-se um tufão, as autoridades em Hainan também alertaram os pescadores que trabalhavam na região a retornarem para terra firme. Em 17 de Abril, Neoguri começou a seguir para o norte, evitando a costa vietnamita. Um impacto direto poderia levar a perda total das plantações de café da região. Mesmo assim, oito cidades e províncias foram postos em aviso de tufão, devido à ameaça de Neoguri. Cerca de 21.800 embarcações pesqueiras tiveram que voltar a Hainan devido à ameaça de Neoguri. O governo de Hainan despachou quatro equipes de observação para as cidades de Sanya, Wanning, Qionghai e Wenchang para observar os preparativos à chegada da tempestade. Cerca de 120.000 pessoas tiveram que abandonar as "fazendas de peixes" e áreas baixas, como prevenção à chegada do tufão.
As autoridades locais avisaram aos residentes a se prepararem, pois era previsto um acumulado de chuvas entre 100 e 150 mm. Avisos de tufão foram emitidos pelo Observatório Meteorológico Central da China, tanto em Hainan quanto em Guangdong.
Em 18 de Abril, Hong Kong emitiu um sinal de tempestade nº1, que logo foi elevado para nível 3. O governo de Macau também emitiu um aviso de tufão nº1 para o território. O aviso do tufão é o que mais cedo já foi emitido na história de Macau. O sinal de tempestade foi suspenso mais tarde, pois era esperado que o tufão atingisse terra bem a oeste do território.
Em 19 de Abril, a Administração Meteorológica da China recomendou às autoridades de Guangdong a fecharem escolas e atividades outdoor e mais uma vez recomendou a todos que estavam no mar a retornarem o mais rápido possível para a costa.

## Impactos

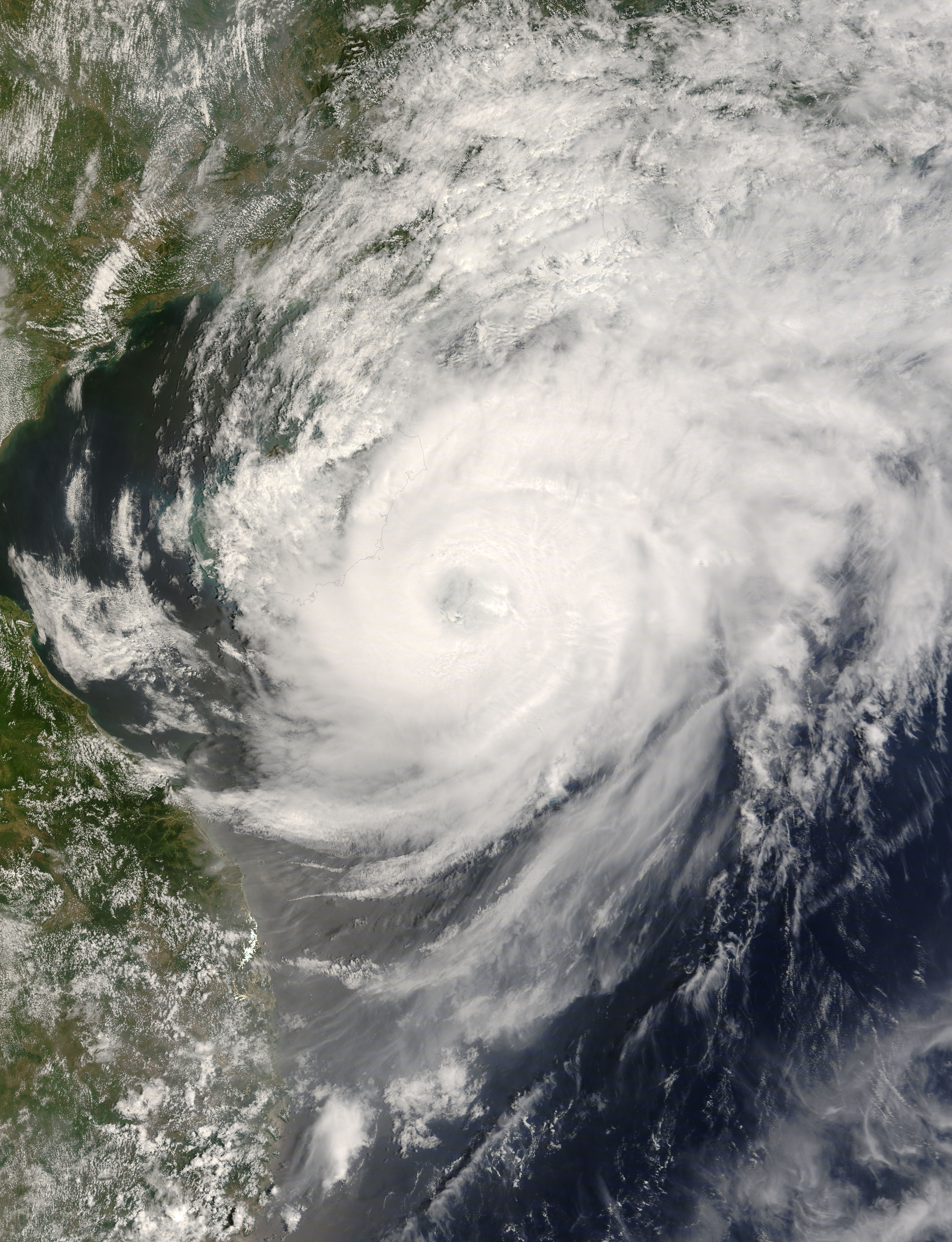
Neoguri já afetando Hainan, China

Como depressão tropical, Neoguri trouxe chuvas fortes para porções das Filipinas. Em Cebu, as chuvas causaram enchentes, que forçaram 62 pessoas a saírem de suas casas. Nas Ilhas Camotes, fortes ondas viraram um barco a motor com seis passageiros; cinco foram resgatados, sendo que o outro desapareceu.
Os primeiros relatos davam conta que 56 pescadores tinham desaparecido nas Ilhas Paracel. Mais tarde, descobriu-se que outros 22 vietnamitas também estavam desaparecidos. Segundo a Administração Meteorológica Chinesa, Neoguri é o primeiro tufão a ameaçar a costa da China desde 1949, no mês de Abril. Os intensos ventos causaram o cancelamento das linhas de balsas no Estreito de Qiongzhou.
Ainda em 18 de Abril, o tufão começou a atingir a ilha de Hainan, República Popular da China, com ventos de até 110 km/h, segundo a Agência Meteorológica de Hainan. Mais de 42.000 pessoas já tinham saído de cinco grandes cidades da região e outras 5.500 estavam saindo. O fornecimento de eletricidade foi interrompido em Wenchang, afetando mais de 1,3 milhões de pessoas e destruindo mais de 500 residências 76 voos foram cancelados, obrigando mais de 3.000 passageiros a ficarem em hotéis ou até mesmo em aeroportos. Somente em Hainan, os prejuízos somaram $337 milhões de yuans ($48 milhões de dólares).
Na manhã daquele dia, 38 pescadores foram resgatados, sendo que os 18 restantes foram resgatados dias mais tarde. Mais tarde, os serviços de navegação foram retomados assim que Neoguri afastou-se do Estreito de Qiongzhou, após 17 horas de paralisação. O governo de Macau fechou três importantes pontes da região, mesmo tendo suspendido o sinal de tempestade n°8. Em Hong Kong, os primeiros sinais da chegada da tempestade causaram a paralisação do tráfego marítimo e aéreo no território, onde mais de 100 voos foram atrasados ou cancelados e o serviço de balsa foi suspenso.
Em 20 de Abril, Neoguri fez landfall na província de Guangdong já bem enfraquecido, com ventos entre 50 e 60 km/h. Várias localidades na província registraram mais de 100 mm na precipitação acumulada. Segundo o governo local, 48.358 pescadores e trabalhadores marítimos foram chamados para retornar para a costa somente em Guangdong. Outras 10.000 pessoas tiveram que deixar áreas baixas de risco. Segundo a Administração da Segurança Marítima em Guangdong, 210 pescadores tiveram que ser resgatados. Segundo a AMC, Neoguri fez landfall em Dongping, condado de Yangdong, em Guangdong. Somente em Yangjiang, 274.000 pessoas foram afetadas e 7.000 hectares de plantações foram inundadas. As perdas na paralisação industrial e os danos em sistemas elétricos e de telecomunicações somaram outros $96 milhões de yuans. Todos os avisos de tufão foram cancelados assim que Neoguri atingiu a área. No entanto, os ventos fortes derrubaram várias árvores e deixaram dois feridos em Macau.
3 pessoas morreram como consequência da passagem do tufão: duas pessoas morreram quando lama invadiu uma rodovia e o terceiro morreu quando uma cobertura metálica o atingiu.